# Geschwaderkommodore
Geschwaderkommodore è, nella Luftwaffe e nei Marineflieger, la qualifica funzionale attribuita ad un ufficiale superiore -solitamente un colonnello- che comanda uno stormo ((DE) : Geschwader) oppure un'unità di artiglieria contraerei di livello equivalente allo stormo.
Un Geschwader è composto di un certo numero di Gruppen, ciascuno guidato da un Gruppenkommandeur.
La qualifica corrisponde al Group Commander nella Royal Air Force e al Wing Commander nella United States Air Force.